# Fattigvårdsutredningen 1923
Fattigvårdsutredningen 1923 var en statlig utredning vars slutbetänkande färdigställdes 1923. Fattigvårdsutredningar genomfördes på årlig basis, vilket innebär att det från tidigt 1900-tal och långt in på 1900-talet genomfördes många fattigvårdsutredningar. 1923 års fattigvårdsutredning skiljer ut sig, dels genom att det var den första med detaljerad statistik, dels för att den ofta brukar ses som startskottet för modern svensk antiziganism och offentlig rasbiologi.

## Statistiken omarbetas
I samband med fattigvårdsutredningen 1923 lade man om statistiken. Det innebar att kommuner blev ansvariga för att lämna in uppgifter om enskilda individer och hushåll. För detta ändamål skapades enhetliga formulär, vilket både innebar mer standardiserad data, och att fler datamängder inkluderades. På så vis blev statistiken i och med 1923 års fattigvårdsutredning både mer detaljerad och mer tillförlitlig. Det innebär att materialet från och med 1923 har använts i forskning om fattigvård i Sverige.

## Antiziganism i fattigvårdsutredningen
Slutbetänkandet innebar även startskottet för modern svensk antiziganism, och hade tydligt rasbiologiska tendenser. I utredningen fastslår man att romer inte kan integreras i det svenska samhället, och att den enda lösningen på den romska segregationen är att förmå romer att lämna Sverige:
| ”                                       | Då zigenarnas inordnande i samhället hos oss synes vara ett olösligt problem, är enda utvägen att på ett eller annat sätt få zigenarna ur landet. Då de flesta av dem torde vara svenska undersåtar och i allt fall deras medborgarrätt i annat land svårligen låter sig bevisa kan deras försvinnande ur landet icke nås på annat sätt än att så starka inskränkningar läggas på deras rörelsefrihet att de finna med sin egen fördel förenligt att lämna landet och utvandra till ett land med för dem gynnsammare förhållanden. | „ |
| – Citat ur fattigvårdsutredningen 1923. | |   |

Det finns överväganden i utredningen om att utvisa romer från Sverige, men det blir slutgiltigt inte ett förslag eftersom det bedöms som ogångbart, eftersom många romer i Sverige internationellt ses som "svenska undersåtar", och följaktligen saknar hemortsrätt utanför Sverige. Därför föreslår utredningen istället att begränsa romers rörelsefrihet och försörjningsmöjligheter, för att på så vis förmå dem att lämna landet. Bland annat fick romer näringsförbud och myndigheter undvek att mantalsskriva romer. Det fanns en diskussion i fattigvårdsutredningen om en tvångsassimilering av romska barn, och även om det aldrig kom att genomföras på en heltäckande nivå genomfördes både tvångsassimilering och tvångssterilisering mot romer och resande. I statistiken är resande överrepresenterade bland de tvångssteriliserade.